# Detonator udarne cevi
Detonator udarne cevi, je neelektrični eksplozivni upaljač ili inicijator u obliku plastične cevi malog prečnika, koji se koristi za prenos signala za iniciranje eksploziva pomoću udarnog talasa (poznatog i kao perkusivni (udarni) talas) koji putuje dužinom cevi.  Udarna cev se koristi za prenos detonacionog signala do detonatora. Šok cev je šuplja ekstrudirana cev koja sadrži tanak sloj energetskog materijala na svojoj unutrašnjoj strani. Jednom kada se pokrene, udarna cev prenosi signal do detonirajućeg izlaznog punjenja.
Ovaj uređaj je izumeo Per Anders Person iz kompanije Nitro Nobel AB, patentirali  su je i prodavali pod zaštićenim imenom Nonel,  počevši od 1973. godine. Sadrži malu količinu visokoeksplozivnog materijala, ali je bezbedniji i pouzdaniji od detonarajućeg kabla, uz istu količinu eksploziva. Jedan od ranih proizvoda sadržao je zatvoreno vlakno koje sagoreva, ali ne detonira. 
Najčešći proizvod ima spoljni prečnik od 3 mm i unutrašnji prečnik od 1 mm, sa tankim slojem eksplozivnog praha HMX/aluminijuma na unutrašnjoj površini cevi, koji detonira duž cevi brzinom većom od  2.000 m/s (6.500 stopa/s), ali ne probija cev.  Pošto je neelektrična i nemetalična, udarna cev je manje osetljiva na statički elektricitet i radio-frekventnu energiju i zbog toga je zamenila mnoge upotrebe električnih detonatora i bezbednija je za rukovanje i skladištenje od detonirajućeg kabla. Verzija koja sadrži eksplozivnu mešavinu gasa ima dodatnu prednost jer je potpuno inertna dok se cev ne napuni gasom. 
Jedan proizvođač procenjuje da se svake godine širom sveta koristi preko 2 milijarde stopa (610.000 km) udarne (šok) cevi, u komercijalnim miniranjima, vojnom rušenju, pozorišnim specijalnim efektima, vazdušnim jastucima u automobilima, izbacivim sedištima u avionima, iniciranju improvizovanih eksplozivnih naprava (IED) i profesionalnim vatrometima.  Detonator udarne (šok) cevi je dostupan sa opcionalnim patentiranim inicijatorom u liniji, koji se sastoji od navođenog adaptera sa navojem i prethodno instaliranog perkusivnog (udarnog) upaljača, što pruža praktično i pouzdano iniciranje.

## Opis
Komercijalna udarna (šok) cev sadrži malu, kontinuiranu količinu slabo vezanog energetskog materijala u plastičnoj cevi malog prečnika. Kada se zapali toplim, impulsom visokog pritiska, poput perkusivnog (udarnog) upaljača ili perkusivnog (udarnog) električnog fitilja, energetski materijal sagoreva tipičnom brzinom od 6.500-7.000 stopa po sekundi.
U prošlosti je industrija komercijalnog miniranja zavisila od prenosa električne energije putem izolovanih žica i vrućih mostova za paljenje detonatora. Tokom poslednjih 20 godina, ovaj metod prenosa energije i paljenja detonatora je u velikoj meri zamenjen pronalaskom i razvojem komercijalne udarne (šok) cevi. Za razliku od bakarnih žica koje prenose električnu energiju do vrele žice u detonatorskoj kapisli (npr. jednosmerna struja, naizmenična struja ili impuls sa kapacitivnim pražnjenjem), udarna (šok) cev prenosi udarni talas niskog pritiska zajedno sa vrelim česticama i gasovima do pirotehničkog ili eksplozivnog receptora u detonatorskoj kapisli. Detonacija je ograničena na cev duž njene dužine i deluje samo na otvorenom kraju. Na ovaj način, udarna (šok) cev funkcioniše kao metoda prenosa signala.
Kako je upotreba udarne (šok) cevi široko prihvaćena kao novi standard u oblasti komercijalnog miniranja, primena u vojnom rušenju, seizmičkom istraživanju i sprovođenju zakona i dalje rastu. U poslednje vreme, udarna (šok) cev je prilagođena za upotrebu u vatrometima pod trgovačkim imenom NOMATCH(r). Glavni razlozi za popularnost udarne (šok) cevi u oblasti energetskih materijala zasnivaju se na njenoj prirodnoj sigurnosti i jednostavnoj primeni.

## Tipovi detonatora udarne (šok) cevi
Udarne (šok) cevi se koriste dugi niz godina kao sredstvo za proučavanje sagorevanja gasova i mešavina gas/čvrsta supstanca, kako u deflagracionom, tako i u detonacionom režimu.  Ove šok cevi su relativno velikog prečnika, npr. 1 inč unutrašnjeg prečnika, i konstruisane su u analitičke svrhe, opremljene raznim sondama i instrumentima za merenje. Pronalazak komercijalne udarne (šok) cevi pokazao je da sagorevanje gasova i čvrstih materijala može pouzdano reagovati u cevima manjeg prečnika od onih analitičkog tipa i da se proces može odvijati u cevima malog prečnika napravljenim od plastične konstrukcije. Ovaj pronalazak u kombinaciji sa razvojem plastike i tehnologije ekstruzije plastike, doveo je do širenja primene komercijalnih udarnih (šok) cevi.
Trenutno postoje tri osnovna tipa udarne (šok) cevi u komercijalnoj upotrebi:

### Jezgro sa presvučenim vlaknima
Prvi stil udarne cevi je zasnovan na Burkdoll patentu.  Druga verzija cevi za prenos signala ovog tipa pokrivena je patentom Janovski.  Ovaj dizajn uključuje plastičnu cev malog prečnika koja sadrži vlakno presvučeno aluminijumom i amonijum perhloratom. Vlakno može biti napravljeno od nitroceluloze ili kevlara. U ovom dizajnu, količina/vrsta energetskih materijala može se lako prilagoditi za različite krajnje upotrebe podešavanjem debljine premaza, materijala za oblaganje i materijala od vlakana.

### Jezgro ispunjeno gasom
Ovaj tip koristi gas kao zapaljivi materijal, npr. metan/kiseonik.  Ovaj dizajn uključuje punjenje plastične cevi sa zapaljivim gasom, npr. metan/kiseonik na terenu, a gas se pumpa u jednu cev koja se povezuje sa drugim cevima putem priključnih linija i jednostavnih T (konektora) spojeva. Da bi se proverilo da li je ceo uzorak cevi napunjen gasom, u šablon je projektovan povratni vod nazad do lokacije izvora gasa. Glavna prednost ovog dizajna je da je cev potpuno inertna tokom podešavanja šablona pre punjenja cevi gasom.

### Jezgro sa tankim slojem praha
Treći i najčešće korišćeni tip je stil zasnovan na Persson patentu.  Ova cev se sastoji od plastične cevi malog prečnika prekrivene tankim slojem eksplozivnog sastava, najčešće aluminijuma i HMX-a (eksplozivna smeša) koji je zalepljen za unutrašnji zid cevi.
Ove različite vrste šok cevi imaju specifične primene i razvijaju se prema potrebama različitih industrija, uključujući rudarsku, vojnu i pirotehničku industriju.

## Materijali za izradu - Cev
Konstrukcija cevi se obično sastoji od jednog do tri sloja različitih plastičnih materijala. Prvi unutrašnji sloj mora imati lepljiva svojstva u fazi topljenja, tj. tokom ekstruzije, kako bi omogućio da se prah zalepi za unutrašnju stranu cevi. Ovaj prvi sloj i svi spoljni slojevi moraju u celini ili pojedinačno da ispunjavaju sledeća svojstva: sposobnost da izdrži abraziju, obezbediti dobru fleksibilnost i rukovanje, sprečavanje prodora vode, otpornost na hemikalije, sposobnost podnošenja visokih i niskih temperatura, zateznu čvrstoću za rukovanje i radijalnu čvrstoću za obuzdavanje udarne reakcije.
Prva ekstrudirana udarna (šok) cev bila je jednoslojna,  a materijal izbora za ovaj sloj bio je i još uvek jeste jonomer pod imenom Surlyn(r). Ovaj tip jonomera je slučajni kopolimer etilena i metakrilne kiseline, neutralisan metalima poput cinka ili natrijuma. Rastopljena plastika ima blago jonsko električno naelektrisanje ili lepljiva svojstva na površini kada izlazi iz ekstrudera. Prah se lepi za ovu površinu tokom proizvodnog procesa kao rezultat elektrostatičke adhezije i jednostavnog lepljenja. Drugi materijali, kao što su etilen/akrilna kiselina (EAA) i etilen-vinil acetat (EVA), takođe imaju lepljiva svojstva kao rastopljeni materijali, pružajući dobra svojstva za prijanjanje praha.  Drugi patent  navodi da nekoliko drugih specifičnih materijala takođe imaju neophodne adhezivne kvalitete.
Iako Surlyn ima mnogo korisnih osobina kao što su lepljivost, radijalna čvrstoća i dobra otpornost na gorivo, jednoslojna Surlyn(r) cev je relativno kruta i ima loša svojstva rukovanja. Kako bi se poboljšale ove osobine, deo Surlyn-a je zamenjen spoljašnjim slojem od drugih plastika.
Najčešće korišćeni materijal za spoljašnje slojeve je polietilen niske i srednje gustine.   Upotreba ovih materijala značajno poboljšava fleksibilnost i rukovanje cevima. Pored polietilena, upotrebljavaju se i drugi materijali poput najlona, zytel-a (smeša najlona i polietilena) i termoplastičnih poliestera.   Važno je napomenuti da se rad u ovim patentima bavi mogućom potrebom za vezanim slojevima kako bi se omogućilo prianjanje susednih slojeva tokom procesa ekstruzije premaza ili omotača.
U daljem razvoju,  problem krutosti je rešen kombinovanjem lepljivih materijala sa nelepljivim, kako bi se formirala stabilna smeša koja zadržava potrebnu snagu prijanjanja praha. Mešavina, iako sadrži samo mali deo lepljivog plastičnog materijala, održava potrebnu snagu lepka neophodnu za držanje praha na mestu tokom rukovanja.
Primarni napori u razvoju plastike na koje ukazuju patenti usredsređeni su na sposobnost da izdrži izlaganje visokim temperaturama dizel gorivu. Ovo se zasniva na potrebama industrije miniranja. Jedna metoda  oblaže cev sa šelak materijalom. Osnovna plastična cev je obrađena, na primer, termički, hemijski radi unapređenja dobrog prianjanja. Nanošenje premaza od polivinil acetata ili polivinil alkohola na cev je prijavljeno kao sredstvo za poboljšanje otpornosti na toplo dizel gorivo.  U ovom razvoju, cev je takođe poželjno termički obrađena, hemijski tretirana ili obložena slojem za vezivanje da bi se unapredila adhezija spoljnog sloja barijere za ulje. Drugi patent  izveštava o upotrebi materijala nekompatibilnih sa topljenjem u topljenju cevi koji deluju kao unutrašnje fizičke barijere za difuziju ulja.

## Materijali za izradu - Energetski sastav
Mešavina koja se najčešće koristi kao energetski materijal sastoji se od kombinacije HMX-a i aluminijuma, koji obično sadrži 8-10% aluminijuma. Količina materijala po dužini cevi je obično 12-24 miligrama po metru, što se prevodi u površinsko opterećenje od oko 45 mg/cm² na unutrašnjem prečniku cevi. U nekim patentima  su pomenuti i drugi materijali, kao što su eksplozivi PETN, RDX, TNT i mešavine PETN-a sa aluminijumom, kao i čisti aluminijum.
Aluminijum koji se koristi je u obliku pahuljica prekrivenih stearinskom kiselinom, sa površinom od oko 40.000 cm² po gramu. Kao što je uobičajeno za aluminijum, ove pahuljice imaju tanki sloj aluminijum oksida na spoljašnjoj površini, koji štiti ostatak aluminijuma od oksidacije pod normalnim uslovima. Međutim, skladištenje na visokim temperaturama može polako uzrokovati dalju oksidaciju. Tačka topljenja aluminijuma je oko 660 °C (1.220 °F; 933 K), dok je tačka ključanja oko 2.470 °C (4.480 °F; 2.740 K). Sloj aluminijum oksida ima tačku topljenja od oko 2.015 °C (3.659 °F; 2.288 K), a sagorevanje aluminijuma verovatno započinje topljenjem ovog sloja.
Eksploziv Beta-HMX (ciklotetrametilen tetranitramin, poznat i kao Oktol) je kristalni, sa tipičnom veličinom čestica oko 20 mikrona. Tačka topljenja HMX-a je oko 237 °C (459 °F; 510 K), a temperatura eksplozije je oko 327 °C (621 °F; 600 K).
Mešavina HMX-a i aluminijuma oba klasična goriva, ima negativnu ravnotežu kiseonika, što znači da vazduh u cevi, posebno sadržaj kiseonika (21% vazduha), obezbeđuje neophodan kiseonik za sagorevanje. Očekivani proizvodi reakcije HMX-a i aluminijuma su pretežno gasoviti, kao što su CO₂, NOx, i H₂O, dok se kao čvrsti produkti očekuje aluminijum oksid (Al₂O₃). Međutim, približni balans kiseonika bez uzimanja u obzir sadržaja Al₂O₃ bio bi približno 2% aluminijuma pri opterećenju jezgra od 18 mg/m. Ovaj rezultat se karakteriše visokopritisnim impulsom praćenim sagorevanjem vrućih čestica.
Takođe se zahteva zamena smeše HMX-a i aluminijuma amonijum perhloratom, sa metalnim gorivima poput aluminijuma ili kvazimetalima poput silicijuma i bora, takođe je zabeležena u patentima. Kao rezultat, omogućen je proces ekstruzije pri višim temperaturama zbog viših temperatura paljenja energetskog dodatka.
Još jedna oblast razvoja koja koristi kompozicije jezgra različite od HMX/Al su šok cevi sa sporom reakcijom. Brzine detonacije od čak 100 stopa u sekundi postižu se korišćenjem jezgra koje se sastoji od pirotehničkih smeša, npr. crveno olovo/silicijum i volfram/kalijum perhlorat.  Ovaj patent takođe izveštava o dodavanju eksploziva HMX pirotehničkim mešavinama za modifikaciju brzine. Barijum peroksid, jak oksidant, dodat je u sastav jezgra kako bi se održala reakcija mešavina sa sporim sagorevanjem. 
Još jedna oblast istraživanja koja su rezultirala smanjenje prisustva Al₂O₃ zamenom aluminijuma sa barijum peroksidom, kalijum perhloratom, natrijum azidom ili barijum nitratom u smeši sa HMX,  što rezultira cevima sa detonacionim brzinama većim od 1.800 m/s, ali sa smanjenom zapaljivošću u atmosferi sa zapaljivim gasovima.
Kao vizuelna pomoć, dodavanje boje  ili gvožđe oksida  u mešavinu eksploziva omogućava poboljšano vizuelno određivanje stanja udarne (šok) cevi, tj. sagorevanja ili opterećenja. Ovi dodaci mogu modifikovati izlaz udarne (šok) cevi, stvarajući hladnije gasove ili više kondenzovanih produkata, što pruža dodatne mogućnosti za primenu u različitim industrijama, uključujući i vatromete.
Tamo gde su proizvodi reakcije HMX materijala veoma gasoviti, očigledno je da se pirotehnički aditivi mogu dodati da bi se generisali različiti izlazni proizvodi, npr. hladniji gasovi reakcijski proizvodi, veći kondenzovani produkti reakcije, tj. čvrste materije, tečnosti. Iako su nameravane primene ovih različitih pronalazaka bile za aplikacije koje se ne koriste za vatromet, činjenica da se izlaz može modifikovati promenom energetskog materijala koji daje veći značaj razvoju drugih upotreba posebno za arenu vatrometa.

## Proces proizvodnje
Originalni metod izrade šok cevi, kako je opisano u Perssonovom patentu,  uključivao je nanošenje tankog sloja lepljivog materijala, npr. vazelina, na unutrašnju površinu plastične cevi. Energetski prah bi se zatim lepio za unutrašnji zid cevi kada bi se sipao u cev. U laboratorijskim uslovima, poboljšana verzija ovog procesa uključivala je uvlačenje energetskog sastava u unutrašnjost cevi pomoću vakuuma.
Praktična primena šok cevi zasnovana je na razvoju ekstruzionog procesa za male cevi. Standardne dimenzije cevi su spoljašnji prečnik od 3 mm (0,118 inča) i unutrašnji prečnik od 1,0-1,3 mm (0,040-0,050 inča). Početni proces ekstruzije uključivao je ekstruziju jednoslojne cevi napravljene od ionomera pod imenom Surlyn(r).  Cevi su ekstrudirane pomoću specijalnog alata kroz koji se kontinuirano ubacuje energetski prah u cev. Proces dodavanja praha u cev zasniva se na patentiranom metodu za kontinuirano ubacivanje eksplozivnog praha u ekstrudirani omotač cevi na bezbedan način. 
Kada prah dođe u kontakt sa rastopljenim jonomerom, prah se lepi za površinu cevi i ostaje pričvršćen za unutrašnji zid dok se cev naknadno hladi u vodenom kupatilu. Količina praha u cevi naziva se "opterećenje jezgra" i obično se meri u miligramima po metru, pri čemu se opterećenja kreću od 12 do 24 mg/m. Kada se cev ohladi i osuši, namotava se na kalemove za dalju proizvodnju gotovih proizvoda namenjenih tržištu. Iako je ova osnovna cev bila prihvaćena u industriji miniranja, kao što je ranije pomenuto, jednoslojna plastična cev od Surlyn(r) jonomera bila je kruta i teška za rukovanje na terenu.

### Poboljšanja u proizvodnji
Od pronalaska udarne (šok) cevi, razvijeno je mnogo poboljšanja u proizvodnom procesu. Fokus je bio na poboljšanju karakteristika cevi (npr. prijanjanje praha, čvrstoća, hemijska otpornost i fleksibilnost), kao i na smanjenju troškova materijala i proizvodnje.
Prvi moderni metod proizvodnje, opisan u patentu Kristensena i saradnici,  koristio je Surlyn(r), uz dodatak drugog plastičnog sloja za poboljšanje fizičkih svojstava. Koncept višeslojnih cevi, koji omogućava prilagođavanje fizičkih osobina, u kombinaciji sa metodama iz patenta Gladden i Thureson,  čini osnovu za sve kasnije patente za poboljšanja udarne (šok) cevi. Ovaj patent je uveo poboljšani stepen Surlyn(r)-a, EAA ili EVA kao unutrašnji sloj, uz mogućnost konstrukcije sa tri sloja i vezni sloj za spajanje nespojivih susednih slojeva. Takođe je primenjena metoda vakuma i/ili prethodnog zagrevanja prvog sloja cevi kako bi se poboljšala veza između slojeva. 
Najvažnija inovacija ovog patenta bila je upotreba istezanja cevi pre nanošenja drugog i/ili trećeg sloja. Utvrđeno je da ova tehnika povećava zateznu čvrstoću cevi dok smanjuje debljinu sloja skupog jonomera. Svi glavni patenti za savremene udarne (šok) cevi koriste tehniku istezanja za poboljšanje zatezne čvrstoće cevi dok dozvoljavaju upotrebu plastike sa poboljšanim fizičkim svojstvima i nižim troškovima.
Još jedan značajan pronalazak zahtevao je korišćenje mešavine plastike koja uključuje lepljive materijale, poput jonomera, dok se zadržava potrebna lepljivost za prijanjanje praha.   Ovaj proces omogućava upotrebu jednostavne ekstruzije jednog sloja, za razliku od složenijeg i skupljeg procesa višeslojne ekstruzije koji se koristi za višestruke diskretne slojeve premaza. Pored toga, patent je prvi put zabeležio upotrebu oslobađanja od stresa nakon istezanja, što omogućava cevi da zadrži stabilnost dimenzija na visokim temperaturama, kao i poboljšanu radijalnu i zateznu čvrstoću. 
Koekstruzija dvostrukog sloja sa trećim spoljnim slojem, a zatim istezanje cevi na preciznoj temperaturi, da bi se izvršila kontrola nad orijentacijom polimera nudi sredstvo za dobijanje individualnih prednosti svakog jedinstvenog plastičnog sloja i bolju kontrolu fizičkih svojstava, npr. čvrstoća, otpornost na ulja. 
Kao alternativa istezanju za poboljšanje čvrstoće cevi, patentiran je metod ugradnje navoja u bočni zid cevi tokom ekstruzije.  Još jedan dizajn za jačanje  vlakana postiže se postavljanjem niti između dva nezavisno ekstrudirana sloja.

## Opšta teorija mehanizma šok cevi
Mehanizam paljenja šok cevi nije detaljno dokumentovan. U industriji miniranja, paljenje se obično postiže detonacijom kapisle ili sličnim jakim udarnim talasima. U praksi, šok cev može biti inicirana i iz neeksplozivnih, tj. pirotehničkih izvora.   Jednom zapaljena reakcija će dostići stabilan režim širenja. Jednom zapaljena reakcija će dostići stabilan režim širenja. Kao osnova za razumevanje udarne cevi, obezbeđen je sledeći mehanizam propagacije zasnovan na udarnom paljenju.
Paljenje reaktivnog materijala na unutrašnjoj površini šok cevi dovodi do formiranja udarnog fronta. Kao rezultat, ovaj udarni front struji pored reaktivnog materijala na zidovima cevi, uzrokujući da se materijal turbulentno rasprši prema centru cevi. U isto vreme, udarni front zagreva gasove u cevi. Raspršeni energetski materijal se zatim zagreva i sagoreva, oslobađajući energiju koja podržava udarni front. Ova reakcija sagorevanja slična je eksploziji prašine.
Kao i kod svake samoodržive reakcije, nedostatak dovoljne količine energetskog materijala ili preveliki gubici energije na bočnim zidovima cevi usled trenja, kretanja mase i gubitaka toplote bi izazvali gašenje reakcije.
Radovi koji su izveli Saton i saradnici  pružaju značajan uvid u reakciju udarne (šok) cevi. Eksperimentalna zapažanja pokazuju da udarni front, karakterisan svetlom trakom, prati prednja linija sagorevanja sa slabijim svetlosnim zračenjem koja stvara impuls pritiska koji proizvodi front sagorevanja. Trajanje pritiska prelazi milisekundu, dok svetlosni bljesak udarnog fronta nestaje za približno oko 100 mikrosekundi. Posebno zanimljiv deo eksperimenta pokazuje da je pritisak znatno manji (2 MPa u odnosu na 17 MPa) i da je emisija svetlosti duža (300 naspram 100 mikrosekundi) kada se koriste pirotehničke smeše (Al/KMnO₄) umesto aluminijuma/HMX-a. Dakle, kao rezultat modifikovanog sastava opterećenja jezgra, može se postići niži impuls pritiska (tj. manje gasova) i duže trajanje izlazne snage.

## Performanse

### Brzina širenja
Najčešća udarna cev koja sadrži prah HMX/aluminijum obično se širi brzinom od 5.000 do 7.000 stopa po sekundi. Dodavanje pirotehničkih aditiva može usporiti brzinu širenja sagorevanja na između 100 i 5.000 stopa u sekundi.  Metode pronalaska su koristile upotrebu pirotehničkih jedinjenja kao što su crveno olovo/silicijum, cirkonijum/gvozdeni oksid i volfram/kalijum perhlorat koriste se za kontrolu brzine reakcije.
Dodavanje barijum peroksida omogućava stabilno sagorevanje materijala sa sporom reakcijom.  Korišćenje različitih ograničenja u cevi takođe može usporiti šok cev i kontrolisati brzinu reakcije. 

### Propagacija (širenje)
Širenje udarnog talasa prolazi kroz većinu čvorova, savijanja i ograničenja u cevi, a samo veoma čvrsto vezani čvorovi ili niz čvorova mogu zaustaviti reakciju. Pokazalo se da šok talas može pouzdano proći kroz deo cevi dug 18 inča koji je prazan. Pri rukovanju šok cevima na terenu, korisnik treba izbegava ulazak vode na kraj cevi, jer i mala količina vode može zaustaviti propagaciju ili inhibirati paljenje.

### Izlaz
Izlaz šok cevi sa HMX/aluminijumom karakteriše kratkotrajan udarni impuls (otprilike 20-50 mikrosekundi), praćen vrelim gasovima i česticama. Pritisak značajno raste sa većim opterećenjem jezgra, koje se kreće u rasponu od 10 do 30 miligrama po metru. Pokazano je da jačina impulsa varira u opsegu od 7 (1000 psi) do 27 (4000 psi),   u zavisnosti od instrumenata za analizu i količine praha u cevi. Vruće čestice koje nastaju u sistemu HMX/aluminijum su Al₂O₃, dok su gasovi pretežno produkti sagorevanja HMX-a.  Temperatura reakcije HMX-a i aluminijuma procenjuje se na oko 1.727—2.227 °C (3.141—4.041 °F; 2.000—2.500 K).

### Efekti dužine cevi
Proces od paljenja do postizanja stabilne brzine propagacije obično zahteva oko 6-8 inča. Dužina od 15-18 inča obično se koristi kako bi se obezbedio konzistentan izlaz cevi kada je to potrebno.

### Efekti opterećenja jezgra
Količina praha pričvršćenog za unutrašnju površinu cevi utiče na jačinu izlaznu snagu u smislu udarnog pritiska i trajanje impulsa. Međutim, brzina širenja i izlazna snaga ostaju relativno slični u opsegu opterećenja jezgra od 12-24 mg/m.

### Zapaljivost

#### Otvoreni kraj
Za paljenje otvorenog kraja cevi, čini se da je udarni talas male snage sa povezanim vrućim gasovima i zapaljenim česticama je minimalni uslov za iniciranje. Ključno je i zatvaranje kraja cevi tokom paljenja. Najčešći izvor paljenja je upotreba kapisle br. 209, koja se koristi u malom ručnom uređaju koji drži kapislu i usmerava izlaz kapisle u kraj cevi.
Drugi materijali, kao što su vruće, snažne pirotehničke smeše, takođe mogu inicirati otvoreni kraj cevi. Količine potrebne za iniciranje variraju u zavisnosti od materijala, zatvorenosti i fiksiranja za transfer, ali mogu biti minimalne, u rasponu od 5 do 10 miligrama.
Još jedan metod za iniciranje otvorenog paljenja je električna. Varnica, nastala električnim pražnjenjem između dva provodnika, može inicirati šok cev. Potencijal između elektroda zavisi od rastojanja između njih. 

#### Kroz zid cevi
Paljenje kroz zid cevi se obično postiže jakim udarnim talasom, poput onog koji stvara kapisla za eksploziju ili mini detonator. Drugi, egzotičniji metodi, poput lasera visoke snage i generatora varnica, trenutno nisu praktični za primenu na terenu.

## Bezbednosne mere

### Elektrostatička osetljivost

#### Prah
Prah HMX/aluminijum nije osetljiv na paljenje od kapacitivnog pražnjenja od 30 KV i 500 pF, što je veće od elektrostatičkog naboja koji ljudsko telo može nositi.

#### Uređaji
Kao i kod električnih uređaja, sistemi sa šok cevima moraju uzeti u obzir potencijal elektrostatičkog naboja. Iako šok cev ne koristi olovne žice za sprovođenje struje, plastična cev može akumulirati elektrostatički naboj. Dizajn cevi sa 8% aluminijuma praktično eliminiše mogućnost prenosa elektrostatičkog naboja. U kombinaciji sa osetljivim materijama, važno je izolovati te materije od cevi ili koristiti statičku skretnicu. U sistemu NOMATCH(r), upotreba inertnih energetskih materijala i skretnica prema spoljnjem omotaču smanjuju rizike. Uvek je najbolje minimizovati korišćenje elektrostatički osetljivih materijala i integrisati statičku skretnicu u dizajn.

#### Otpornost na udarce
Šok cev sa HMX/aluminijumom je veoma neosetljiva. Udar običnog metka neće inicirati cev, a ni prelazak tenka preko nje. Kao što je ranije pomenuto, paljenje cevi kroz bočni zid zahteva relativno jak udarni talas, poput detonacije kapisle.

#### Prijanjanje
Prah je lagano pričvršćen za unutrašnji zid cevi. Izlaganje cevi ekstremnim vibracijama može uzrokovati da se prah odvoji i migrira unutar cevi. Nakupljanje praha na jednom mestu može dovesti do pucanja cevi tokom širenja šok talasa. Iako puknuće cevi obično ne zaustavlja širenje šok talasa, veliko nakupljanje praha može inhibirati reakciju. Razvojem poboljšanih procesa i plastičnih materijala, ovaj fenomen je značajno smanjen. Periodična testiranja šok cevi simuliraju najgore moguće vibracije tokom transporta i rukovanja. Ovaj fenomen podseća na to da je reakcija unutar cevi detonacija, te cev nikada ne treba držati blizu lica prilikom paljenja.

## Fizička svojstva

### Čvrstoća
Granična čvrstoća većine dostupnih šok cevi prelazi 25 funti. Zatezna čvrstoća većine cevi prelazi 35 funti, dok kod nekih može doseći i do 120 funti. Zatezna ili krajnja čvrstoća obično je u opsegu od 40 do 140 funti.

### Istezanje
Proizvedene cevi mogu se istegnuti do 300% i više bez uticaja na normalno širenje. Važno je napomenuti da se svojstva paljenja (za razliku od širenja) mogu značajno promeniti čak i pri istezanju od 100%. Maksimalno istezanje pre loma obično ne prelazi 400%, a tačni limiti zavise od proizvođača.

### Prijanjanje praha / Radijalna čvrstoća
Kao što je ranije pomenuto, cev može pući ako se količina praha odvoji od unutrašnjeg zida i nakupi na jednom mestu. Iako je ovo pucanje relativno bezopasno i ne predstavlja opasnost po okolinu (osim ako osoba drži cev u blizini mesta pucanja), veće nakupljanje praha može inhibirati širenje. Ako se cev zagreje na suncu, veća je verovatnoća da će pući, a oštro savijanje pod uglom od 180° takođe povećava tu verovatnoću pucanja.

### Otpornost na abraziju (habanje)
Materijali korišćeni za spoljašnje slojeve udarne (šok) cevi obično su linearni polietileni niske gustine, što pruža cevi visok nivo otpornosti na habanje.

## Ekološka svojstva

### Kroz zid cevi ili zaptivku
Plastični materijali koji čine strukturu cevi biraju se tako da spreče prodiranje vode. Krajevi cevi su obično termički zapečaćeni, što efikasno sprečava ulazak vode. Zidovi cevi i zaptivke takođe pružaju efikasnu zaštitu od 100% relativne vlažnosti i visokih temperatura do 49 °C (120 °F; 322 K) tokom četiri nedelje.

### Otvoreni kraj
Kao što je ranije pomenuto, kada je otvoreni kraj cevi izložen kapljicama vode, verovatno je da će taj deo cevi postati neupotrebljiv za paljenje. Međutim, cev sa otvorenim krajem pri standardnim temperaturama i vlažnosti, cev je prilično otporna. U praksi, cevi koje su bile izložene relativnoj vlažnosti od 70-80% tokom nekoliko meseci i dalje će pouzdano funkcionisati.

### Hemijska kompatibilnost
Standardne šok cevi mogu izdržati izlaganje dizel gorivima, mineralnim uljima i rastvorima amonijum nitrata. Polietilen, koji se obično koristi kao spoljašnji sloj cevi, prepoznat je kao veoma dobra barijera za različite hemikalije.

### Skupljanje cevi
Standardne šok cevi, kada su izložene visokim temperaturama, poput temperatura tla na sunčanom danu (iznad 49 °C (120 °F; 322 K)), mogu se skupljati po dužini. Tačna količina skupljanja zavisi od proizvođača, ali može iznositi i do 5%.

## Upotreba na terenu

### Sečenje
Sečenje šok cevi treba izvrši pomoću noža, žileta ili makazama koje nisu metalne, poput makaza za orezivanje sa nakovnjem. Ovo je mera predostrožnosti koja se preduzima kako bi se izbegla mogućnost trenja koje bi moglo izazvati paljenje prilikom korišćenja metalnih makaza.

### Spojnice (konektori)
Upotreba konektora za spajanje ili razdvajanje signala prenosa u šok cevi je uobičajena na terenu. Ključni faktori na koje treba obratiti pažnju pri spajanju su: 
1. Da otvoreni krajevi cevi i spoj ostanu suvi i
2. Da spoj održava pritisak dovoljno dugo.

Ako se gubici pritiska minimiziraju, više spojnica u blizini ulaznog signala šok cevi uspešno će preneti signal. Najjednostavniji oblik spoja je deo cevi koji spaja dve šok cevi unutar svog prečnika. Postoji i mnogo drugih složenijih oblika spojnica koji su patentirani, uključujući dizajn sa ugrađenim žiletom za sečenje cevi i pozicioniranje krajeva u zajedničkom kanalu koji je otporan na pritisak.

### Vizuelna inspekcija
Većina šok cevi je prozirnih boja. Jednostavno je podići cev nakon paljenja i proveriti da li je aktivirana. Ako je cev aktivirana, biće prozirna; ako nije, unutrašnjost cevi će biti zamućena zbog prisustva praha. Ako se koristi neprozirna cev, može se raseći po dužini pomoću žileta kako bi se proverilo prisustvo aluminijumskog filma. Takođe, mali nalet vazduha može se ispustiti u kratak deo cevi kako bi se izbacili ostaci praha, ako ih ima.

## Zaključci
Komercijalne šok cevi su prošle kroz značajan razvoj od svog nastanka, što je jasno vidljivo kroz patentirane inovacije. Iako je većina ovih razvoja bila usmerena ka industriji miniranja, osnovni koncepti nude širok spektar mogućnosti koje se mogu koristiti i u primenama poput vatrometa. U nastavku su navedene adaptacije koje se već koriste ili imaju potencijal za buduću upotrebu.

### Prenos signala
Glavna upotreba šok cevi je kao linija za prenos signala. Sistem šok cevi, koji zamenjuje tipične električne žice, ima prednosti poput skoro neograničenih šablona, jer nema ograničenja u vezi sa mašinama za paljenje. Sistem je jednostavan, bezbedan i lak za povezivanje. Može uključivati serijske i paralelne spojeve korišćenjem jednostavnih priključaka (konektora).
Na primer, NOMATCH(r) proizvod je baziran na sistemu prenosa signala, koji dodatno uključuje izvore paljenja šok cevi, upaljače, odgode i priključke radi praktičnosti i logike šablona. Hibridni sistem, koji koristi i električne upaljače i šok cevi, može pružiti prednosti i u pogledu sekvencijalnog vremena i jednostavnosti šok cevi.

### Vremensko određivanje

#### Unutar cevi
Odlaganja mogu biti planirana korišćenjem prirodne brzine šok cevi. Standardna cev omogućava odlaganje od 1,5 ms na svakih 10 stopa, što dizajner može iskoristiti. Takođe se mogu koristiti cevi sa sporijim sagorevanjem, npr. 1 ms/stopi, za precizna odlaganja.

#### Uređaji u liniji
Pirotehnička odlaganja mogu se dizajnirati kako bi izazvala odlaganje između jedne dužine šok cevi i druge. Vremensko odlaganje u ovom slučaju zavisiće od brzine sagorevanja praha za odlaganje, što je korisno za duža odlaganja, na primer od 25 ms do nekoliko sekundi.

#### Svetlosni efekti
Šok cevi mogu biti izvor boje ako je spoljašnji omotač cevi providan i obojen. Opseg boja je skoro neograničen, u zavisnosti od različitih boja koje se koriste u plastičnoj industriji. Emisija boje može takođe biti rezultat pirotehničke smeše unutar jezgra sa odgovarajućim dodacima.

#### Formiranje oblika
Bljesak šok cevi može biti veoma sjajan i brz. Višestruko provlačenje cevi duž zadate putanje može rezultirati bljeskom u željenom obliku. Dužina cevi i broj namotaja diktiraće trajanje bljeska, koje može varirati od kratkog, jedva primetnog, do produženog.